# Kawango Agot
Pour les articles homonymes, voir Agot.
Kawango Agot est une vénérologue kényane, professeure à l'université de Nairobi[réf. nécessaire] et spécialiste du VIH.

## Formation et carrière
Boursière Fulbright, elle a obtenu son bachelor à l'université de Nairobi, une maîtrise de l'université Moi et un doctorat et MPH à l'université de Washington.

## Travaux
La recherche d'Agot se concentre sur le VIH,, la transmission du VIH et la circoncision masculine. Elle est la coordonnatrice de projet d'un projet de recherche conjoint entre son université et les universités de l'Illinois et du Manitoba (UNIM), évaluant l'effet de la circoncision masculine chez les jeunes hommes sur le VIH.  
Elle a fondé l'organisation IRDO (Impact, Research, and Development Organization) pour fournir des circoncisions masculines (plus de 600 000 à ce jour). En plus de ses essais et études sur ces VMMC (pour voluntary medical male circumcision), Agot a conduit des études sur divers sujets, dont la prophylaxie pré-exposition (PrEP), les technologies polyvalentes et les auto-tests de HIV (HIV self-testing, HIVST). 
Avec ses collègues elle explore et promeut le concept de distribution secondaire d'auto-tests HIV afin de promouvoir le test du partenaire et l'information sexuelle. Elle étudie l'impact des HIVST sur l'engagement de travailleuses du sexe dans les programmes de prévention du HIV et les meilleurs moyens de promouvoir les tests chez les adolescentes et les jeunes femmes.

## Prix et distinctions
Depuis 2018 elle est élue membre de l'Académie africaine des sciences. 

## Publications
- E. Agot Kawango, J.O. Ndinya-Achola, J.K. Kreiss et N.S. Weiss : « Risk of HIV-1 in rural Kenya A Comparison of Circumcised and Uncircumcised Men ». Epidemiology Volume 15, n°2, Mars 2004. IBIMA Publishing[6].